# ライフ・ゴーズ・オン 彼女たちの選択
『ライフ・ゴーズ・オン 彼女たちの選択』（ライフゴーズオン かのじょたちのせんたく、Certain Women）は2016年にアメリカ合衆国で公開されたドラマ映画である。監督はケリー・ライヒャルト、主演はローラ・ダーンとクリステン・スチュワートが務めた。本作はマイリー・メロイの複数の短編小説を原作としている。
本作は日本国内で劇場公開されなかったが、2017年8月2日にDVDが発売された。

## ストーリー
弁護士のローラ・ウェルズは、気難しいクライアントのフラーに振り回されていた。フラーは仕事中に負った怪我が原因で、ローラの事務所にやってくるのにも難儀しているようだった。ローラは「貴方の怪我に会社側の責任があるのは間違いないのですが、最初に提示された補償金を受け取った以上、それ以上会社の責任を追及することができないのです」と再三説明したが、フラーはどうしても納得してくれなかった。不満を抱えたフラーは別の弁護士の見解を聞きに行ったが、そこで得られた回答はローラの見解と全く同じものだった。帰宅する途中、妻と喧嘩したフラーは、妻が運転する自動車から蹴り出されてしまった。そのため、フラーはローラの車に乗って帰宅せざるを得なった。道中、フラーは「俺は前の雇い主を撃ち殺してやりたいんだ」とローラに語るのだった。
その夜、ローラがフラーの元の職場を訪れると、そこには警備員を人質に取るフラーの姿があった。フラーの命令通り、ローラは会社が保管していた資料を読み上げていった。そこには会社が補償金を出来る限り支払わないようにするための術策が詳細に記されていた。それを聞いたフラーは人質を解放した。その後、ローラは警察に通報し、フラーは逮捕された。
ジーナとライアンには思春期の娘がおり、2人は一から自分たちの家を建設していた。ジーナは反抗してくる娘に手を焼くと共に、夫の無神経な振る舞いにもうんざりしていた。新居の建設から帰る途中、2人はアルバートの家に立ち寄ることにした。彼の敷地には、新居にぴったりな砂岩があったのである。2人はアルバートに砂岩を売ってくれと頼み込んだ。アルバートはジーナの話を聞こうとしない一方で、ライアンの話には熱心に耳を傾けていた。ますます不快な気分になったジーナだったが、道中、思わぬものを発見するのだった。

## キャスト
- ローラ・ダーン - ローラ・ウェルズ
- クリステン・スチュワート - エリザベス・トラヴィス(ベス)
- ミシェル・ウィリアムズ - ジーナ・ルイス
- リリー・グラッドストーン - ジェイミー
- ジェームズ・レグロス - ライアン・ルイス
- ジャレッド・ハリス - ウィリアム・フラー
- ルネ・オーベルジョノワ - アルバート
- サラ・ロディエ - ガスリー・ルイス

## 製作
2015年2月17日、ケリー・ライヒャルト監督の新作映画にミシェル・ウィリアムズが出演するとの報道があった。27日、クリステン・スチュワートが本作に出演すると報じられた。

## 公開
2015年4月16日、ソニー・ピクチャーズが本作の全世界配給権を購入したとの報道があった。2016年1月24日、本作はサンダンス映画祭でプレミアを迎えた。3月9日、IFCフィルムズが本作の全米配給権を獲得したと報じられた。なお、本作は第41回トロント国際映画祭やニューヨーク映画祭、ブルックリン芸術映画祭でも上映された。

## 評価
本作は批評家から絶賛されている。映画批評集積サイトのRotten Tomatoesには159件のレビューがあり、批評家支持率は92%、平均点は10点満点で7.8点となっている。サイト側による批評家の見解の要約は「『ライフ・ゴーズ・オン 彼女たちの選択』はケリー・ライヒャルト監督の才能を実証した作品である。彼女は非凡な共感能力と表現力を有しており、それを使って普通の人々の物語を語っていく。」となっている。また、Metacriticには37件のレビューがあり、加重平均値は82/100となっている。